# フセヴォロド・シビルツェフ
フセヴォロド・ミハイロヴィチ・シビルツェフ (ロシア語: Все́волод Миха́йлович Сиби́рцев、 1893年7月18日 (30日)  - 1920年5月28日 (29日?)) は、極東ロシアでロシア内戦に参加したソビエトの革命戦士。作家アレクサンドル・ファジェーエフのいとこに当たる。

## 経歴
1913年にはすでにボリシェヴィキ党のメンバーになっていた。1910年代にサンクトペテルブルク工科大学で学んだ。
1918年年1月、ボリシェヴィキ党員としてウラジオストクに向けて出発し、二ヶ月後にウラジオストクのソビエトの執行委員会の書記に就任し、軍事評議会の一員となった。
白軍との戦いののち1918年6月から1919年8月まで捕らえられるも、ウラジオストクに逃亡した。そこですぐに地下出版新聞「コンムニスト」の編集者となり、パルチザンの間で政治的扇動を行った。
1920年4月5日、セルゲイ・ラゾとアレクセイ・ルツキーと共にロシアに干渉しに来ていた日本軍に捕らえられ、5月末に3人全員が射殺された。遺体は白軍によってムラヴィヨーヴォ・アムールスカヤ駅 (現:ラゾ駅) で機関車の火室を使って焼却された。

## 記念
シビルツェフに敬意を表して名付けられたものとして、沿海地方チェルニゴフ地区にある鉄道駅と村シビルツェヴォ、蟹工船「フセヴォロド・シビルツェフ」が、およびこの地方の集落にある多くの通りがある。
|                                                                                          |                                      |                                                              |
| 仲間と共に火室で焼かれた蒸気機関車Ел629 記念物として1972年にウスリースク駅に設置された。 | 蒸気機関車の炭水車にある記念プレート | ウラジオストクに停泊中の蟹工船「フセヴォロド・シビルツェフ」 |

## 登場作品
- 長編映画「セルゲイ・ラゾ」 (1968年)
- 長編映画「ウラジオストク、1918年」 (1982年)
- 長編テレビドラマ「セルゲイ・ラゾの生涯と不死鳥」 (1985年)